# GT Interactive Software
GT Interactive — американская компания-издатель и разработчик компьютерных игр. GT Interactive перестала существовать в 1999 году, когда Infogrames Entertainment SA (IESA) купила компанию и переименовала её в Infogrames, Inc.. В 2003 году Infogrames Inc сменила своё название на Atari Inc.

## История
GT Interactive была основана в 1993 году, как подразделение Good Times Home Video, компании, занимавшейся распространением видеокассет, принадлежащей Cayre family. Доход в первом году составил 10.3 миллиона долларов. В том же году вышла игра Doom, которая была продана в количестве 2.9 миллионов копий. Но GT Interactive не имела прав на эксклюзивное издательство Doom. В 1994 году продолжилось сотрудничество с id software и в октябре была выпущена игра Doom II: Hell on Earth, которая разошлась в количестве более чем двух миллионов копий. В феврале 1995 года GTIS приобрели права на игры на основе придуманных Мерсером Мейером Little Critter и Little Monster. В том же году заключили договор с Wal Mart на эксклюзивную поставку программного обеспечения,, что означало, согласно аналитику UBS Майклу Уоллесу: « Все разработчики программного обеспечения должны были иметь дело с GT, если они хотели продавать свои продукты в Wal-Mart.» В январе 1996 года GT Interactive приобрела права на издание игры Quake от id Software.
В феврале того же года GTIS и сеть магазинов Target заключили договор, по которому GT Interactive становилась основным поставщиком программного обеспечения для всех 675 магазинов сети. В июне 1996 GTIS приобрела WizardWorks, которые обладали правами на Deer Hunter и FormGen, которые обладали правами на Duke Nukem.. Quake тоже был выпущен в июне GT Interactive и было продано 1.8 миллионов копий. Игра стала классикой компьютерных игр. В июле компания приобрела Humongous Entertainment. Благодаря сделке GT Interactive получила права на популярные детские серии игр, такие как Putt-Putt и Рыбка Фредди. В ноябре 1996 GTIS приобрела Warner Interactive Europe, благодаря чему компания смогла выйти на рынок западной Европы. В январе 1997 GT купила One Stop, европейского издателя программного обеспечения. В июне того же года GTIS заключила договор с MTV, благодаря которому GTIS получила права на издание игр, основанных на мультсериалах Бивис и Баттхед и Aeon Flux. В октябре 1997 GTIS приобрела разработчика компьютерных игр SingleTrac, которые разработали такие игры как Twisted Metal и Jet Moto. В сентябре Cavedog Entertainment выпустила свой первый релиз — игру Total Annihilation, которая была продана в количестве более миллиона копий. Cavedog Entertainment была подразделением Humongous Entertainment. 5 октября 1997 года GTIS анонсировала своё приобретение MicroProse. Было заявлено, что сделка будет заключена до конца года. Но 5 декабря сделка была отменена. Дела GTIS начали ухудшаться, когда компания перестала быть эксклюзивным поставщиком программного обеспечения для Wal Mart в марте 1997. Wal Mart принял решение закупать программное обеспечение непосредственно у издателей. В мае 1998 GT Interactive выпустила игру Epic Games Unreal, которая за первые 10 месяцев была продана в количестве более 800,000 копий. В октябре компания выпустила Deer Hunter II, который тоже разошелся в количестве 800,000 копий. В ноябре 1998 GTIS купила One Zero Media и стала первым издателем компьютерных игр, обладающим собственным интернет-сайтом интерактивных развлечений. В декабре 1998 компания приобрела Legend Entertainment и Reflections Interactive. За первый квартал 1999 потери компании составили 90 миллионов долларов. В феврале CEO компании Рон Хаймовиц был заменен. В июне GTIS анонсировала, что нанимает Бира Стирнса для рассмотрения возможности объединения или продажи компании. В октябре GT Interactive сократила 35 % своих сотрудников. В июне вышла игра Reflections Interactive Driver и был продан примерно миллион копий. В июле One Zero Media был продан. Это произошло через шесть месяцев после приобретения. 16 ноября 1999 года Infogrames анонсировала покупку компании за 135 миллионов долларов. Десять дней спустя GT Interactive выпустила один из своих последних релизов, классический Unreal Tournament, который был продан в количестве более чем миллиона копий. 16 декабря 1999 года сделка была совершена и GT Interactive перестала существовать и стала Infogrames, Inc., подразделением IESA. 31 декабря 1999 года GT Computer Software, Inc. стала подразделением Infogrames-Hasbro Interactive Entertainment. GT Interactive стала Infogrames, Inc., а впоследствии Atari, Inc в 2003 году.

## Изданные игры

### Game Boy
- Beavis and Butt-Head
- Oddworld Adventures

### Game Boy Color
- Duke Nukem
- Oddworld Adventures 2

### Macintosh
- 9: The Last Resort
- Bedlam
- Blood
- Doom II
- Hexen
- Ice and Fire
- Lode Runner: The Legend Returns
- Lode Runner 2
- Rocky Mountain Trophy Hunter
- ZPC

### Nintendo 64
- 7th Legion
- DethKarz
- Duke Nukem 64
- Duke Nukem: Zero Hour
- Hexen
- Mike Piazza's Strike Zone
- Unreal N64

### PC
- 1602 A.D.
- 9: The Last Resort
- AHX-1
- Amok
- Animorphs
- Area 51 (Arcade)
- Beavis and Butt-head Do U.
- Beavis and Butt-head: Bunghole in One
- Bedlam
- BloodBlood
- Blood: Plasma Pak
- Blood II: The Chosen
- Blood II: The Chosen — The Nightmare Levels
- Bug Riders
- Carnivores
- Chasm: The Rift
- Clans
- Dark Vengeance
- Deep Sea Trophy Fishing
- Deer Hunter 2
- Disciples: Sacred Lands
- Discworld Noir
- Doom II
- Driver
- Duke Nuclear Winter
- Duke Nukem 3D: Atomic Edition
- Duke Nukem 3D: Kill-A-Ton Collection
- Duke Nukem: Planet of the Babes
- Hordes
- Ice and Fire
- Imperium Galactica
- Imperium Galactica II: Alliances
- Jeff Wayne's The War of the Worlds
- Locus
- Lode Runner 2
- Mage Slayer
- Man of War II: Chains of Command
- Master Levels for Doom II
- M.I.A.: Missing In Action
- NAM
- Oddworld: Abe's Exoddus
- Oddworld: Abe's Oddysee
- Powerslide
- Pro Bass Fishing
- Quake
- Ravage DCX
- Rebel Moon Revolution
- Rebel Moon Rising
- Robotron X
- Rocky Mountain Trophy Hunter
- Rocky Mountain Trophy Hunter 2
- S.P.Q.R.: The Empire's Darkest Hour
- Sensible Soccer '98
- Shadow Warrior
- Snowmobile Championship 2000
- Snowmobile Racing
- Star Command: Revolution
- SuperKarts
- Swamp Buggy Racing
- The Wheel of Time
- Tiger Shark
- Tides of War(1999)
- Total Annihilation
- Total Annihilation: Battle Tactics
- Total Annihilation: The Core Contingency
- Totally Unreal
- Trans Am Racing
- Trophy Hunter
- Unreal
- Unreal Mission Pack: Return to Na Pali
- Unreal Tournament
- WWII GI
- Wheel of Time: The Video Game
- World War II: GI
- XS
- Z Expansion
- ZPC

### PlayStation
- 40 Winks
- Beavis and Butt-head: Get Big in Hollywood
- Bedlam
- Bug Riders
- Courier Crisis
- Critical Depth
- Dead Ball Zone
- Discworld Noir
- Driver: You Are The Wheelman
- Driver 2
- Duke Nukem: Land of the Babes
- Duke Nukem: Time to Kill
- Duke Nukem: Total Meltdown
- Hexen
- Invasion From Beyond
- Mortal Kombat Mythologies: Sub-Zero
- Oddworld: Abe's Exoddus
- Oddworld: Abe's Oddysee
- Rebel Moon
- Rogue Trip: Vacation 2012
- Sensible Soccer 2000
- Streak: Hoverboard Racing
- Tiger Shark
- Trash It!
- Z

### Sega Saturn
- Doom
- Hexen
- Z

## Разработанные игры

### Macintosh
- Seventeen Style Studio

### PC
- AHX-1
- Bedlam
- Hordes
- S.P.Q.R.: The Empire's Darkest Hour
- Seventeen Style Studio
- Snowmobile Championship 2000
- Tag Team Wrestling

### PlayStation
- Beavis and Butt-head: Get Big in Hollywood
- Tiger Shark
- Rogue Trip: Vacation 2012